# 미라라고역
미라라고역(Miralago)은 스위스 그라우뷘덴주 포스키아보 시와 있는 미라라고 마을에 있는 기차역이다. 이전에 메시노역으로 알려졌었다. 이 역은 래티셰 철도의 베르니나선에 위치해 있다.
역은 마을과 포스키아보 호수 사이에 있으며, 지상 플랫폼과 단순한 단층 역사 건물이 있는 2개의 관통 트랙이 있다. 북쪽으로는 르프레제까지 주요 도로와 호수 사이에 선이 있다. 남쪽으로 노선은 작은 마을 거리의 차도에서 잠시 흐른 후 포스키아비노강을 건너 아치형 아치를 만들고, 브루지오를 향해 7% 정도 연속 하강을 시작한다.
포스키아보 호수는 하류에 수력 발전소를 공급 하는 저수지 역할을 하며, 베르니나 철도 건설의 이유 중 하나는 이러한 작업에 대한 접근을 제공하는 것이었다. 이 라인은 댐과 발전소 건설업체인 크라프트베르케 브루지오 AG가 자금을 조달했다. 역은 1908년 7월 1일 베르니나선의 티라노에서 포스키아보 구간이 개통되면서 개업했다. 원래 메시노로 알려졌던 역은 1938년에 현재 이름으로 개명되었다.

## 운행편
다음 서비스는 미라라고 마을에서 정차한다.
- 레기오 : 생모리츠와 티라노 사이를 매시간 운행